# Ampélographie
Ne doit pas être confondu avec Ampélologie.
 (octobre 2024).

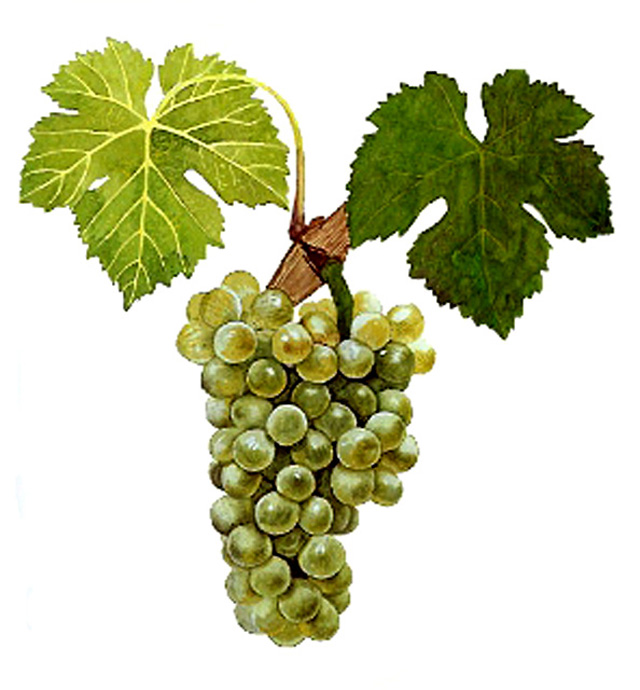
Cépage viognier, tiré de lAmpélographie de Viala et Vermorel.

L’ampélographie est la discipline commune à la botanique et à l'œnologie traitant des cultivars de vignes cultivés en viticulture : les cépages.
Le terme est formé sur le grec ampelos (ἄμπελος) : vigne.
L'objet principal de l'ampélographie est la description morphologique des cépages par les bourgeonnements (apex), les rameaux herbacés, les feuilles adultes, les grappes, les sarments, etc. Pour pouvoir les identifier, l'OIV (Organisation internationale de la vigne et du vin) a relevé 88 descripteurs sur ces différents organes. Les mêmes cépages sont en effet souvent connus localement sous des noms différents et il importe de reconnaître tous les synonymes. On compte aujourd'hui dans le monde environ 5 000 cépages cultivés qui, avec les traductions, peuvent porter pas moins de 40 000 noms.
Cette discipline résulte d'une publication scientifique éditée entre 1901 et 1910 qui décrit 5 200 cépages et en illustre plus de 500 : Ampélographie. Traité général de viticulture.

## Histoire de l'ampélographie
La variété des cépages n'a pas cessé d'évoluer depuis le début de la viticulture dans la plus haute Antiquité jusqu'à nos jours. Déjà, les Romains, grands propagateurs de cépages, notamment en Gaule, avaient tenté de décrire les cépages pour les comparer et essayer de les adapter à divers terroirs. Columelle a parlé des cépages biturica et allobrogica dont on pense aujourd'hui qu'ils seraient les ancêtres possibles des cépages du vignoble de Bordeaux et du vignoble de Bourgogne. Ses descriptions de cépages latins permettent encore aujourd'hui d'utiliser ses travaux pour connaitre l'histoire de certaines familles de cépages.
L'histoire n'a pas retenu de noms de spécialistes de la vigne durant le Moyen Âge, pourtant les cépages voyagent au gré des conflits (croisades notamment) des routes commerciales ou des pèlerinages (Saint-Jacques de Compostelle). À la Renaissance, Olivier de Serres reprend l'étude de l'agriculture pour faire progresser les rendements. S'il consacre une partie de son travail à la vigne, on ne peut réellement le qualifier d'ampélographe. Il parle de la culture de la vigne, des maladies, des techniques de taille mais ne se penche pas sur la description des cépages.

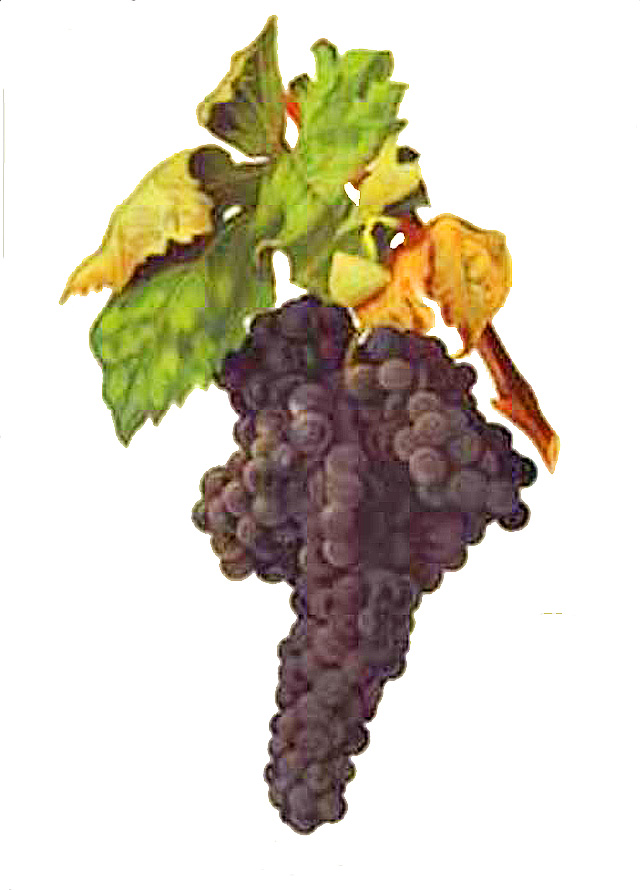
Tempranillo.
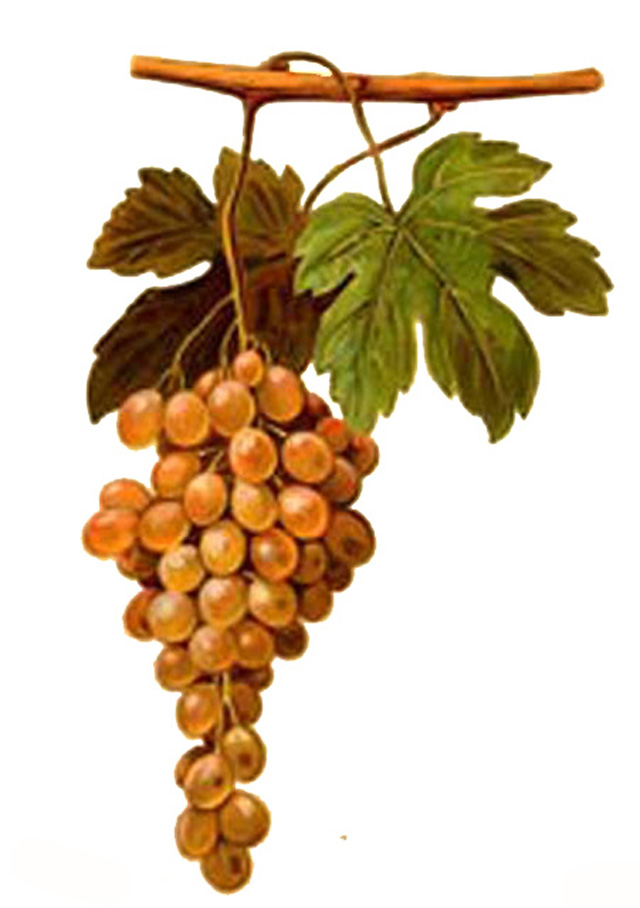
Pedro-ximenes.
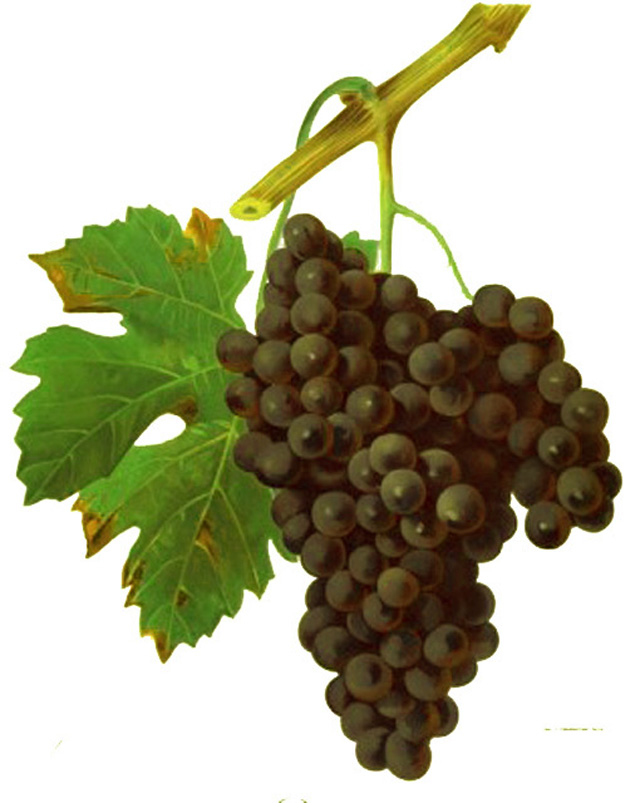
Duras.
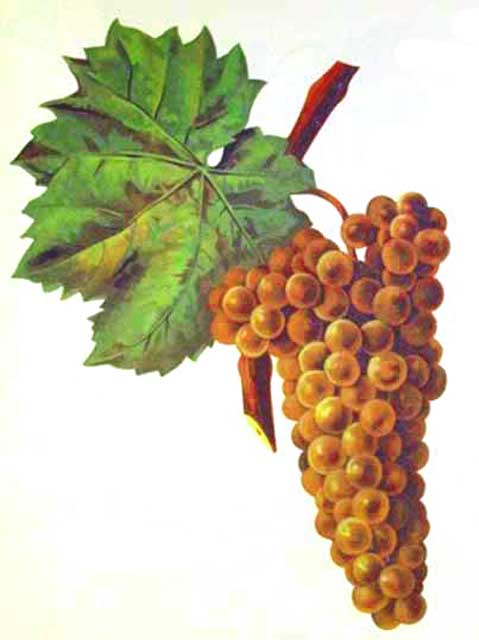
Malvasia roja.

Le réel départ de cette science va être le XIXe siècle. La découverte des cépages américains va intéresser les amateurs éclairés qui font venir des souches d'Amérique pour les étudier. Nombre d'hybridations sont faites et la vente de plants se développe. Les voyages de cépages se multiplient. Dans certains plants américains se logeait un minuscule insecte qui allait provoquer un cataclysme économique, social et culturel, le phylloxera. La solution se fit jour dans le greffage des vignes européennes sur vignes américaines. Une entreprise de sauvegarde est initiée, greffer le plus grand nombre de cépages possible avant leur disparition, en même temps que le greffage de plants pour la reconstitution du vignoble. 
On peut citer Pierre Viala comme le premier ampélographe moderne. Il a réalisé un travail très important de classification et de description des cépages.
Aleksandr Negrul, ampélographe russe fait un considérable travail pour répertorier les variétés caucasiennes et d'Asie centrale. Le premier, il regroupe des cépages ayant des caractères communs pour envisager une origine génétique commune de cépages groupés en famille. En France, Louis Levadoux va appliquer ses travaux aux cépages d'Europe occidentale.

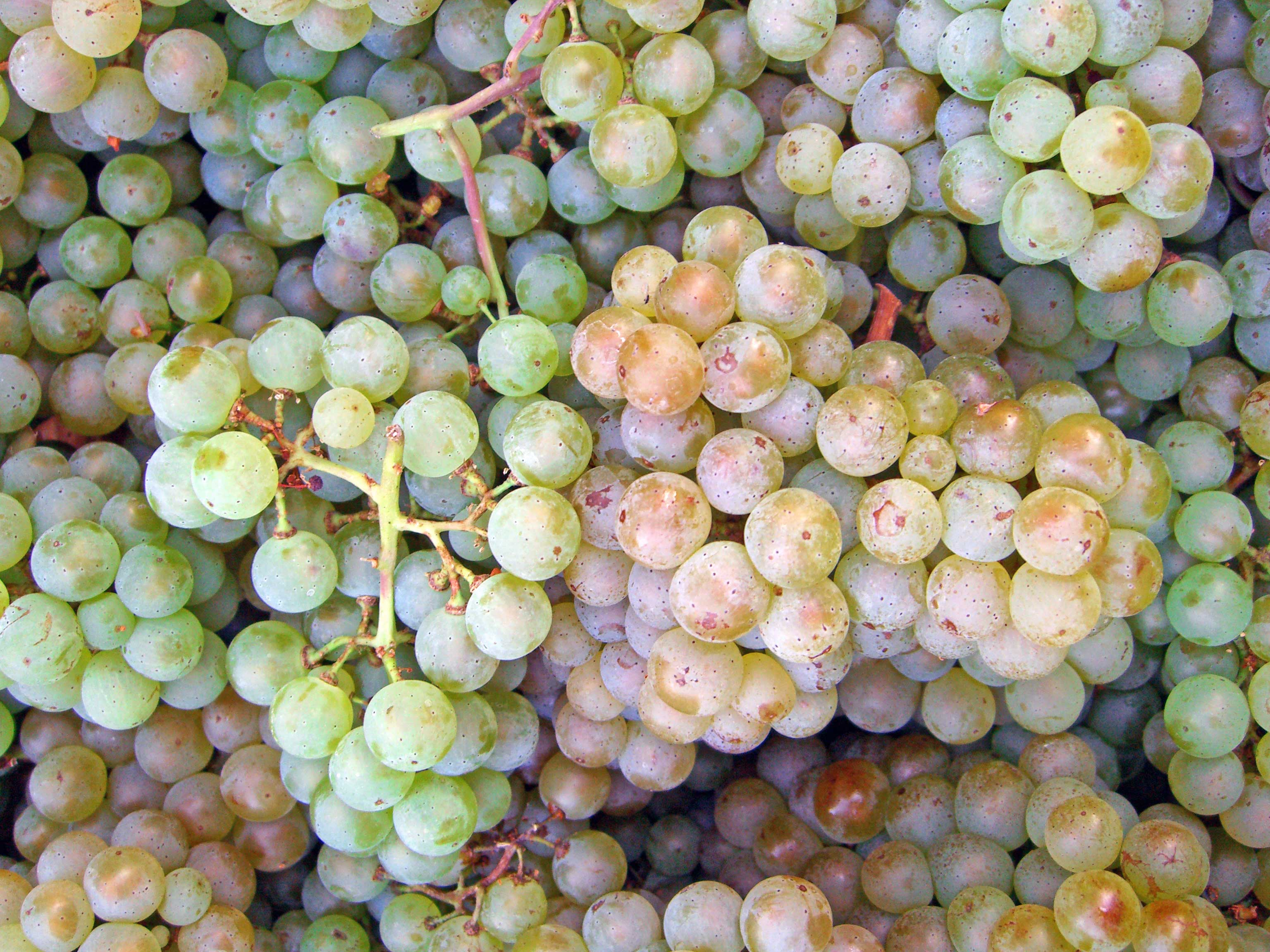
Pinot blanc.

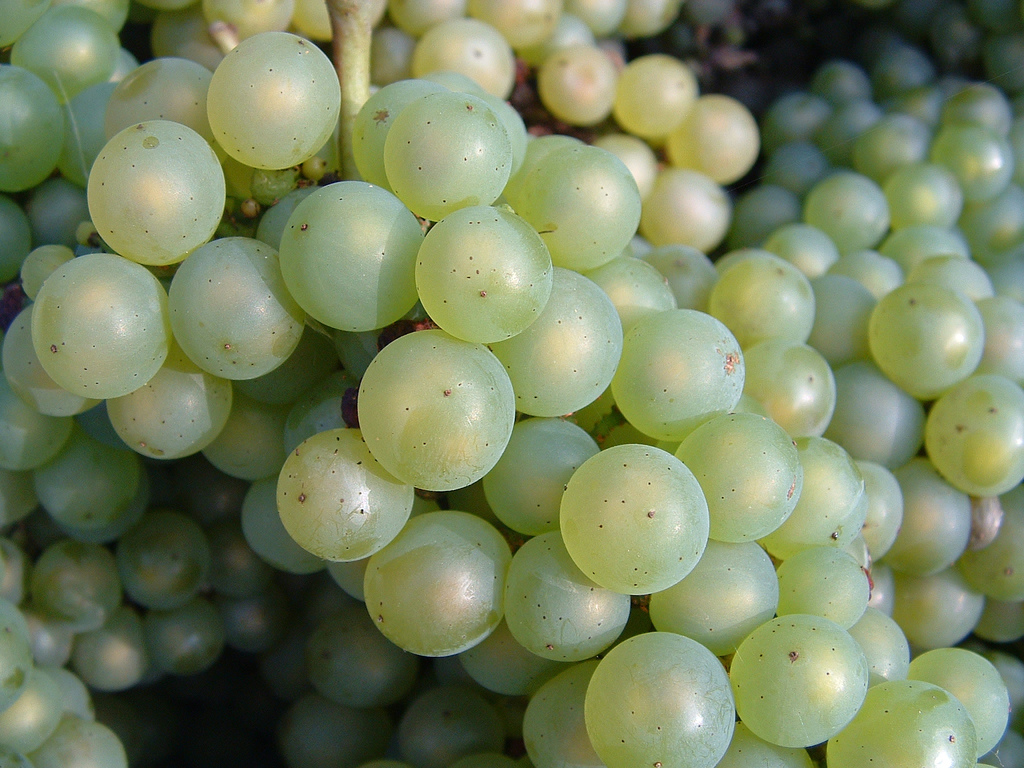
Chardonnay.

Dans la France d'après-guerre, la législation viticole classe les cépages. Pour ce faire, il est nécessaire de répertorier les cépages et de distinguer des cépages qui portent le même nom dans des régions différentes ou de regrouper les divers synonymes sous lesquels sont connus des cépages. Une génération d'ampélographes va arpenter les vignobles pour en faire la description. Diverses méthodes de reconnaissance voient le jour, mais c'est la méthode élaborée par Pierre Galet qui devient la référence. C'est cette méthode qui permet de différencier formellement le pinot blanc du chardonnay. Ce travail va se poursuivre par la description de tous les cépages de la collection au « temple » de l'ampélographie mondiale situé au Domaine de Vassal dans l'Hérault où sont étudiés et caractérisés plus de 2300 cépages.
À la suite de ce travail de reconnaissance des cépages, la génétique va permettre de poursuivre les travaux. L'étude des métissages et le regroupement des cépages selon leur famille d'origine va mettre en valeur l'importance de tous les cépages, même les plus mauvais, car leur rôle dans les métissages passés et futurs n'est pas à négliger.
Depuis la fin des années 1990, le décryptage du génome de la vigne a conduit à mettre au point des tests ADN. Ils autorisent l'étude de véritables arbres généalogiques de cépages et offrent la possibilité de retrouver les cépages dans un assemblage.

## Quelques principes de classification ampélographiques
Pour reconnaitre un cépage, le travail est facilité par la saison. En juin, tous les organes sont observables sauf les grappes. En septembre, les grappes et la coloration du feuillage apportent un plus, mais les rognages successifs ont souvent éliminé les extrémités de rameaux.
Il est bien évident que l'observation doit se faire sur des feuilles saines. La coloration ou décoloration due à une maladie ou à une carence alimentaire peuvent gêner la reconnaissance du cépage. Les feuilles saines sont moins nombreuses en septembre qu'en juin.
La description ne reprend pas de mesures chiffrées puisque les conditions pédologiques, climatiques, techniques de culture font varier les dimensions des feuilles, grappes et baies dans des proportions importantes.

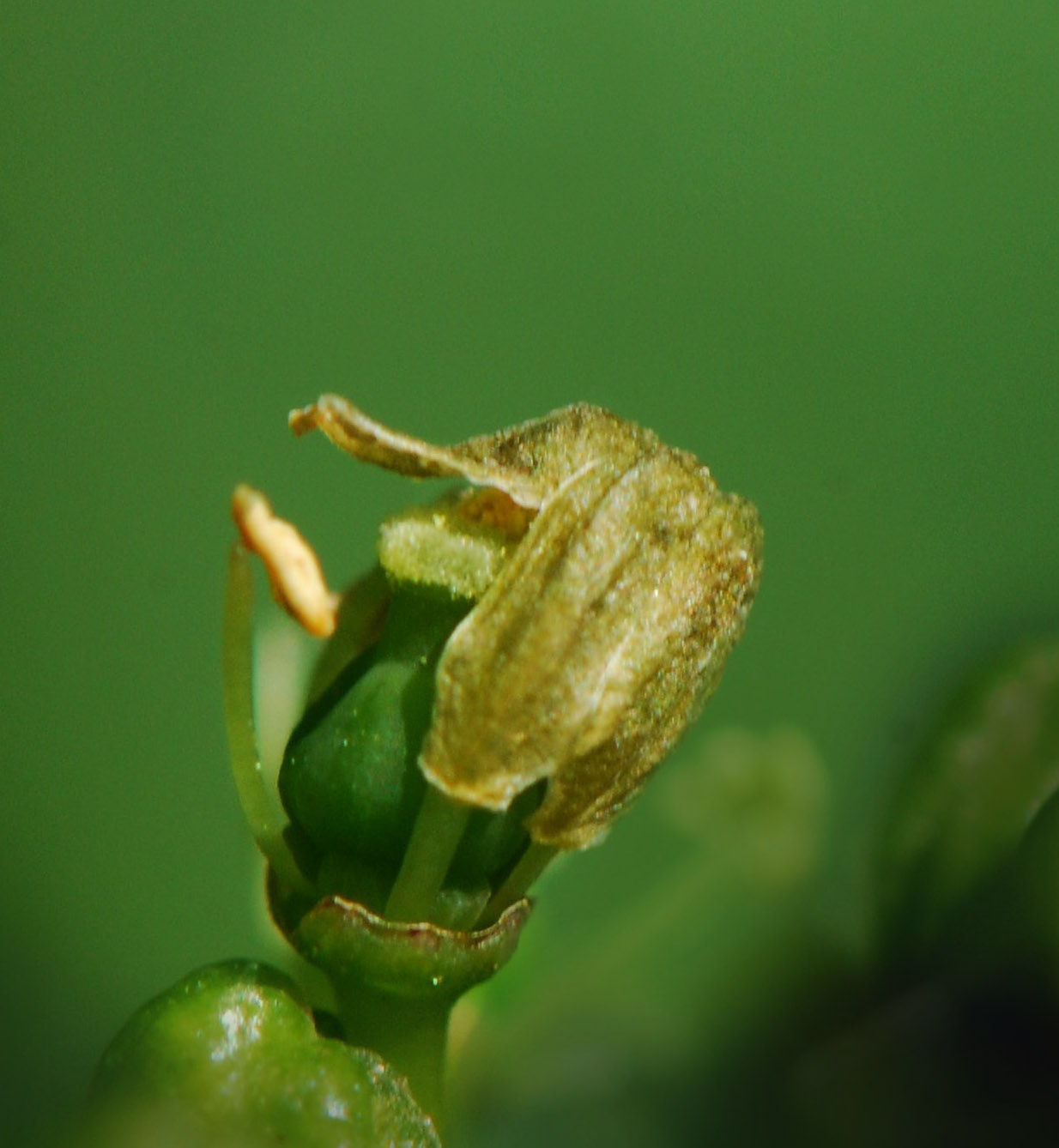
Ugni blanc.

### Bourgeonnement
L'observation se fait sur l'extrémité du rameau (les deux-trois premiers centimètres).
La pilosité (glabre, duveteux, cotonneux) et la couleur (unie, bordure, reflets…) sont les caractères recherchés.

### Les jeunes feuilles
Ce sont les feuilles pas encore développées dont la couleur peut être différente des feuilles adultes. Ces particularités concernent essentiellement la couleur (bordure, reflets) et la pilosité.

### Le rameau
Le rameau est la tige pas encore aoûtée. Après l'aoûtement, elle prend le nom de sarment.
L'observation porte sur la section de la tige (ronde, aplatie, anguleuse : carrée, hexagonale, étoilée…), sa couleur (verte le plus souvent, plus ou moins foncée, mais aussi traces rougeâtres, rayures, coloration des nœuds, des entre-nœuds) et sa longueur (distance entre les entre-nœuds).

### Les feuilles adultes

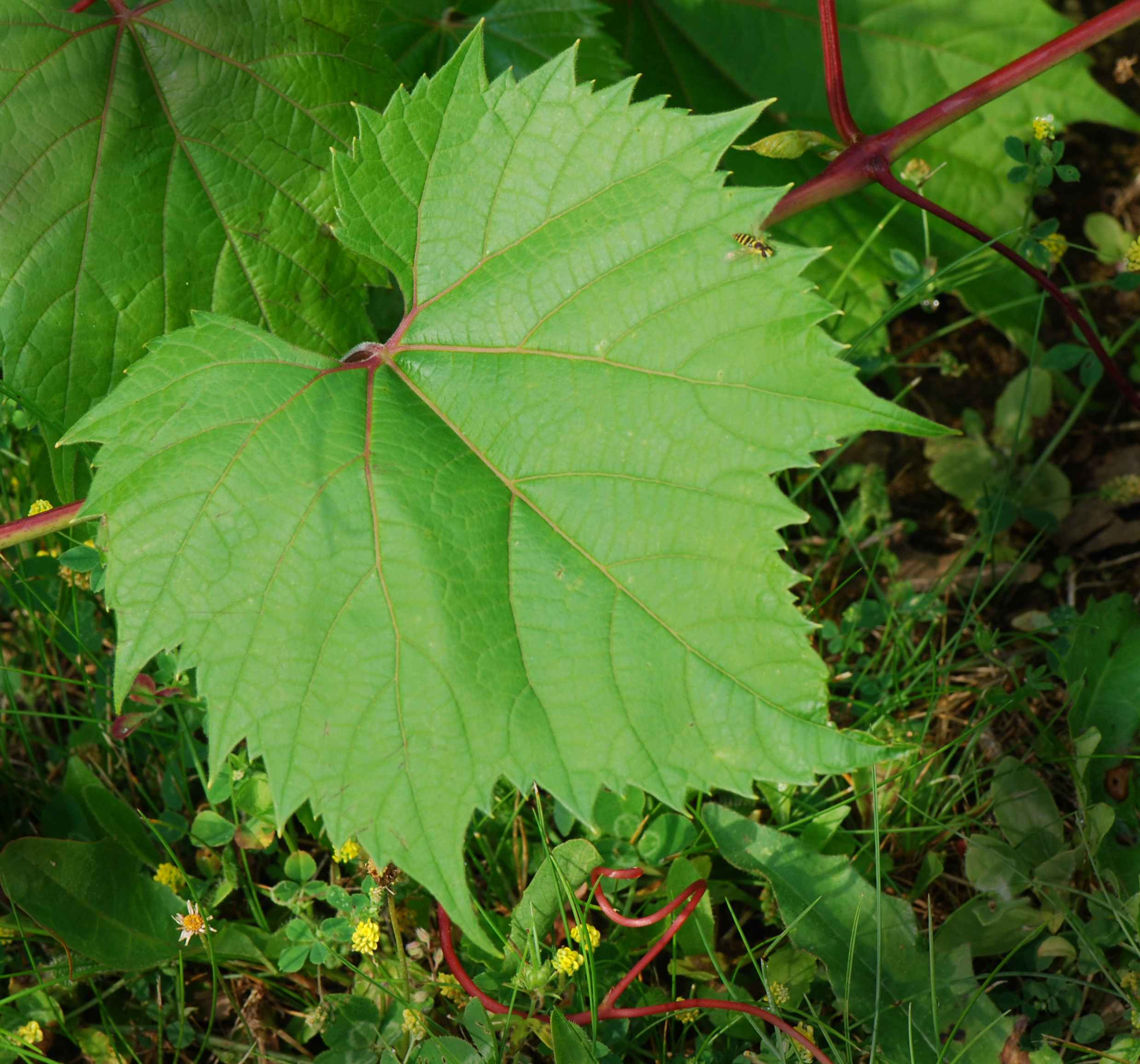
L'examen d'une feuille adulte, ici du riparia Gloire de Montpellier, est primordial.

Il s'agit de feuilles ayant atteint leur taille maximale sur le rameau principal. Les feuilles des rameaux secondaires présentent une plus grande variabilité incompatible avec le travail de reconnaissance.
La forme des feuilles peut être cunéiforme (en forme de coin), réniforme (en forme de rein, comme le grain de haricot), orbiculaire (pouvant s'inscrire dans un cercle), pentagonale…
La feuille peut être entière, trilobée, quinquelobée ou encore à sept lobes. Les lobes sont des portions de limbe nettement séparés par des sinus latéraux.
La dentelure de la feuille peut comporter de petites, moyennes ou grandes dents. Leur forme peut être rectiligne, concave, convexe, avec un bord concave et l'autre convexe…

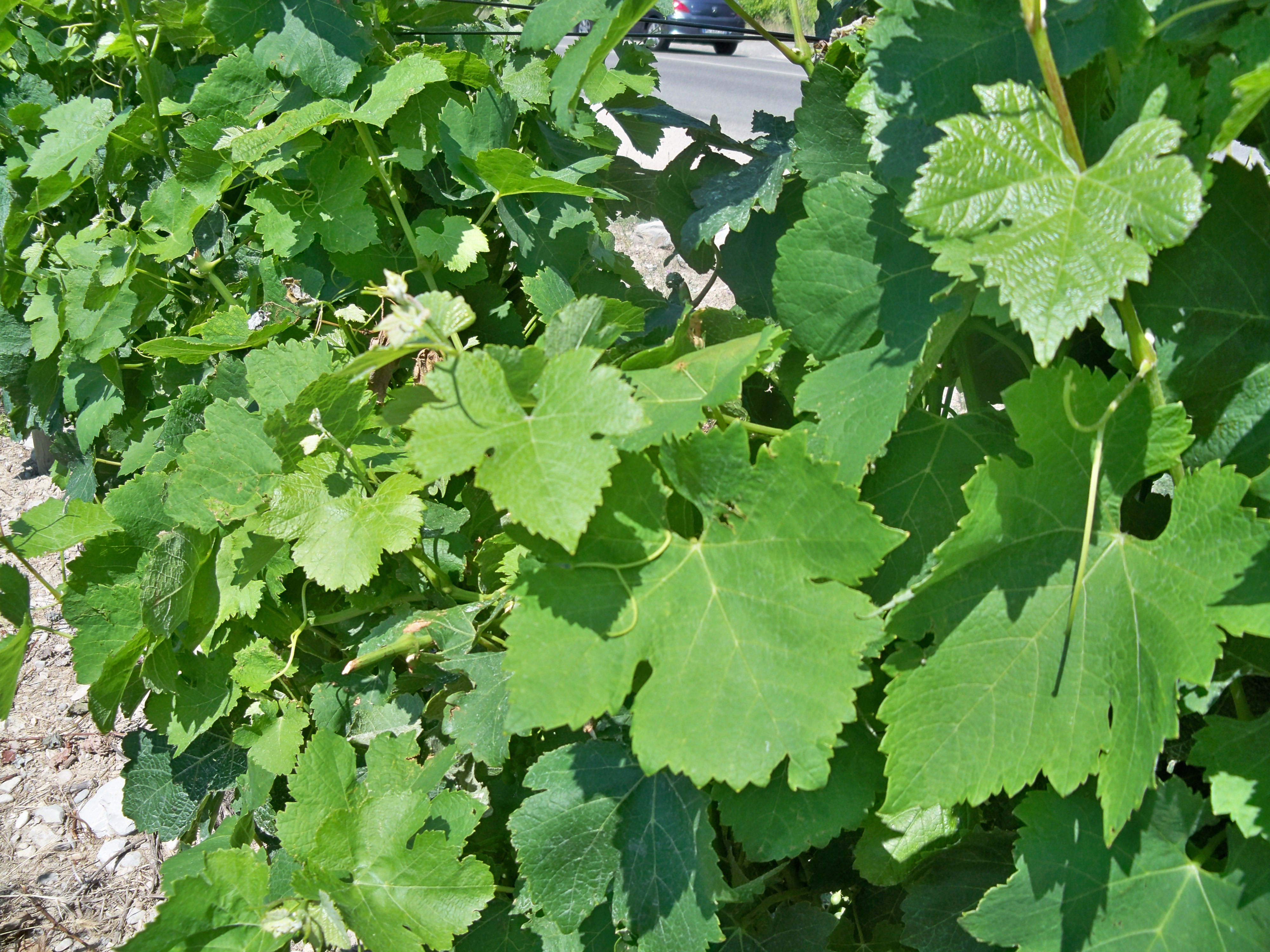
Feuilles de syrah.

Les sinus sont des échancrures qui séparent la feuille en lobes. Le sinus pétiolaire est celui sur lequel vient se rattacher le pétiole, la queue de la feuille qui la relie au reste de la plante. Les bords des sinus peuvent être ouverts en forme de U, de V, de lyre, fermés lorsque les bords se touchent, chevauchant lorsque des portions de limbe se recouvrent. Le fond du sinus latéral peut être garni d'une dent. Du sinus pétiolaire partent les nervures en étoile. Autour de ce point, elles peuvent prendre une teinte différente du reste de la feuille.
Le limbe est le tissu qui garnit la feuille entre les nervures principales. Il peut être plat, révoluté (les bords de la feuille se retournent vers la face inférieure) ou involuté. (les bords se retournent vers la face supérieure, donnant une forme de coupelle) Sa surface peut être tourmentée, (bosselage irrégulier) bullé (formation de petites excroissances sphériques) ou gaufré. (surface carrelée en relief comme sur une gaufre).
La face inférieure de la feuille est parfois velue. Son aspect va du glabre à cotonneux en passant par faiblement velue. La longueur des poils peut aussi être un élément de reconnaissance.
La couleur du limbe varie avec le cépage et l'âge des feuilles. Les cépages rouges peuvent présenter une accumulation d'anthocyane dans le limbe, colorant la feuille en rouge. Cet aspect peut démarrer dès la formation des grappes, notamment pour les cépages teinturiers, au cours de la véraison ou après la récolte. Pour les cépages blancs, un jaunissement des feuilles peut être observé.

### Les grappes

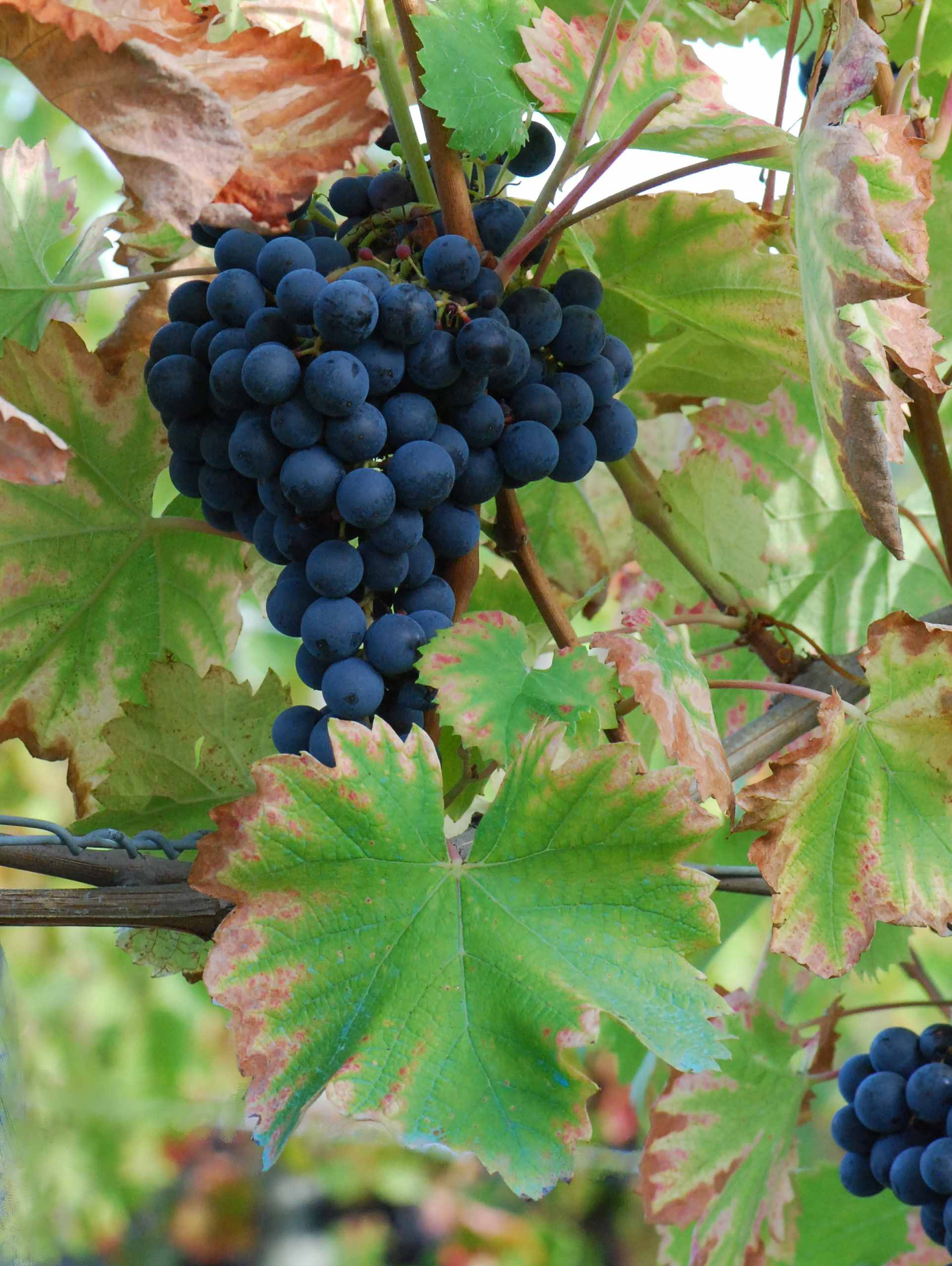
Mourvèdre.

Elles peuvent être petites, moyennes, grosses, très grosses. Leur aspect peut être compact (grains très serrés) à lâche en passant par tous les stades. La forme varie de sphérique à cylindrique, en queue de renard (longue et oblongue) épaulée (un rameau se détache, formant une petite excroissance de quelques grains) en pyramide inversée…

### Les baies
Elles sont décrites par leur taille, éventuellement mesurée ou leur forme (sphérique, oblongue, allongée, en forme de cornichon ou de goutte d'eau…). La couleur est aussi un élément important, à condition que le raisin soit à pleine maturité. Le raisin blanc peut être vert, jaune, doré, piqueté de marron sur la face ensoleillée, opaque, translucide… Le raisin noir peut être rouge, noir, bleu… Cette dernière couleur est donnée par l'abondance de pruine à la surface du grain. Entre les deux couleurs, il existe des cépages roses de couleur rosée ou rouge clair et des cépages gris (rosé clair terne, pruine grisâtre).

## Ampélographes célèbres
- Columelle
- Alexandre-Pierre Odart
- Chrétien Oberlin
- Alexis Millardet
- Pierre Viala
- Victor Pulliat
- Louis Levadoux entreprit de grouper les cépages français selon une méthode voisine de celle de Negrul.
- Alexandr Michajlovich Negrul, ampélographe russe, fut le premier à grouper les cépages selon leurs ressemblances en familles.
- Louis Ravaz
- Pierre Galet, le père d'une méthode de reconnaissance des cépages qui fait référence.
- Jean-Michel Boursiquot, ampélographe de l'ère des tests génétiques.
- Victor Rendu
- L'organisme FranceAgriMer possède un nombre important d'agents très compétents, notamment pour la vérification de la pureté variétale dans les pépinières viticoles.